# Rousseaceae
Rousseaceae sind eine Pflanzenfamilie in der Ordnung der Asternartigen (Asterales). Sie haben ein disjunktes Areal: zum einen in Neuseeland, im östlichen Australien und in Papua-Neuguinea, zum anderen auf Mauritius.

## Beschreibung

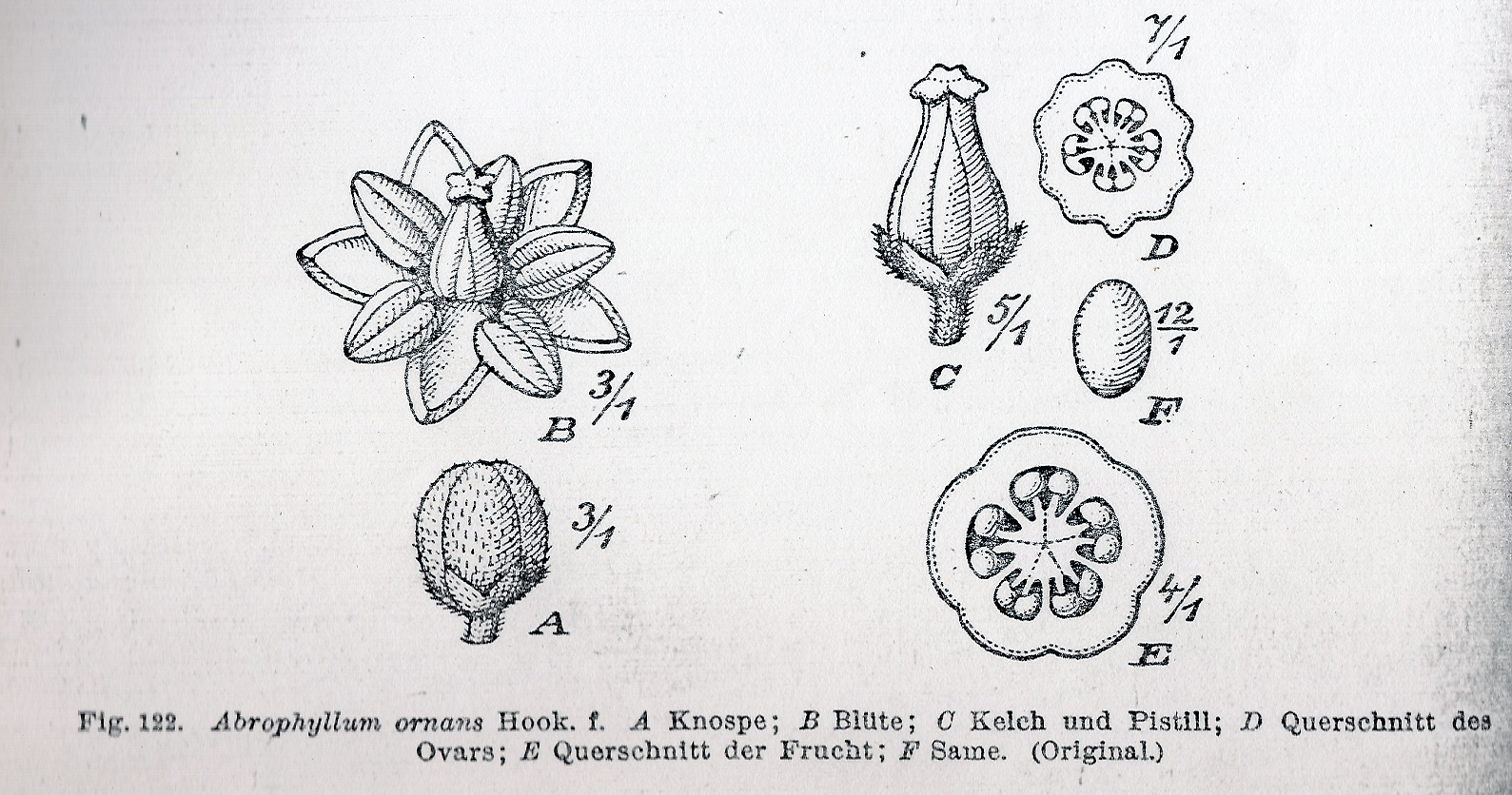
Illustration von Abrophyllum ornans

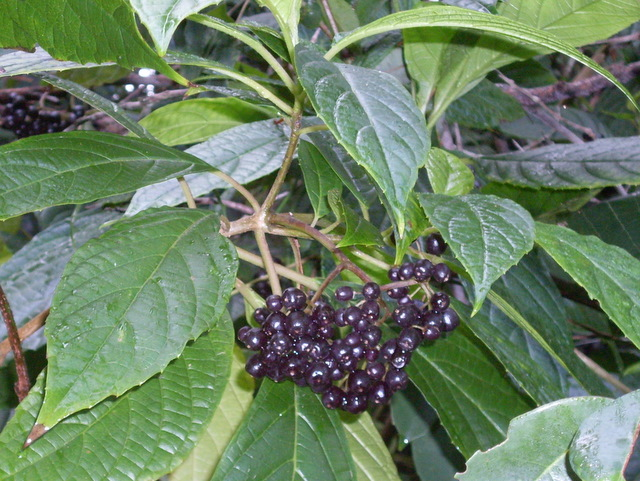
Früchte von Abrophyllum ornans

Die Merkmale der Vertreter der Unterfamilien weichen stark voneinander ab; siehe hierzu die Beschreibungen im Abschnitt Systematik.

### Vegetative Merkmale
Die meist wechselständigen, einfachen Laubblätter haben einen gesägten oder gezähnten Blattrand.

### Generative Merkmale
Die zwittrigen Blüten sind radiärsymmetrisch. Es sind vier bis sieben freie Staubblätter vorhanden. Der Fruchtknoten ist oberständig.

## Systematik mit Verbreitung und Beschreibungen

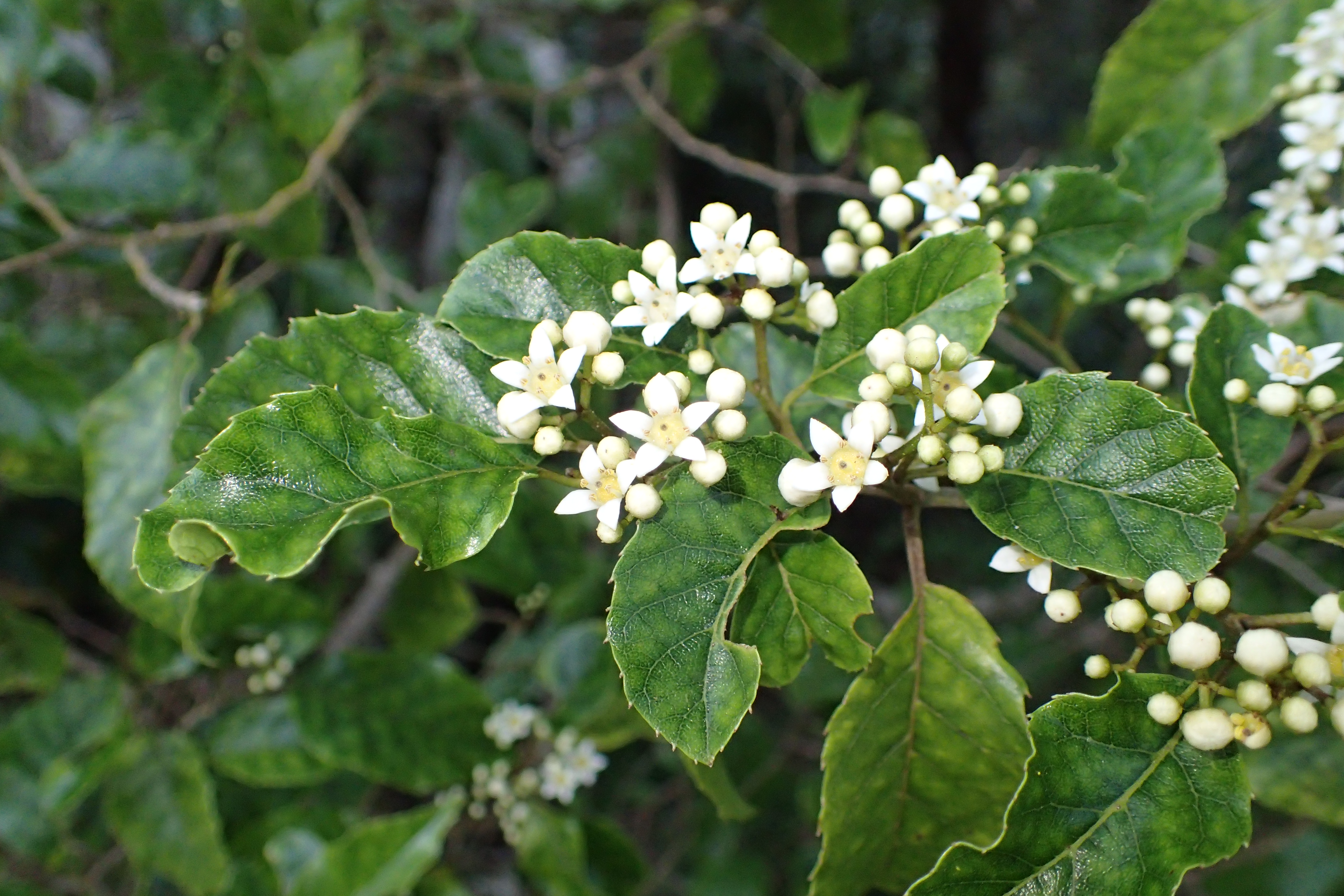
Carpodetus serratus

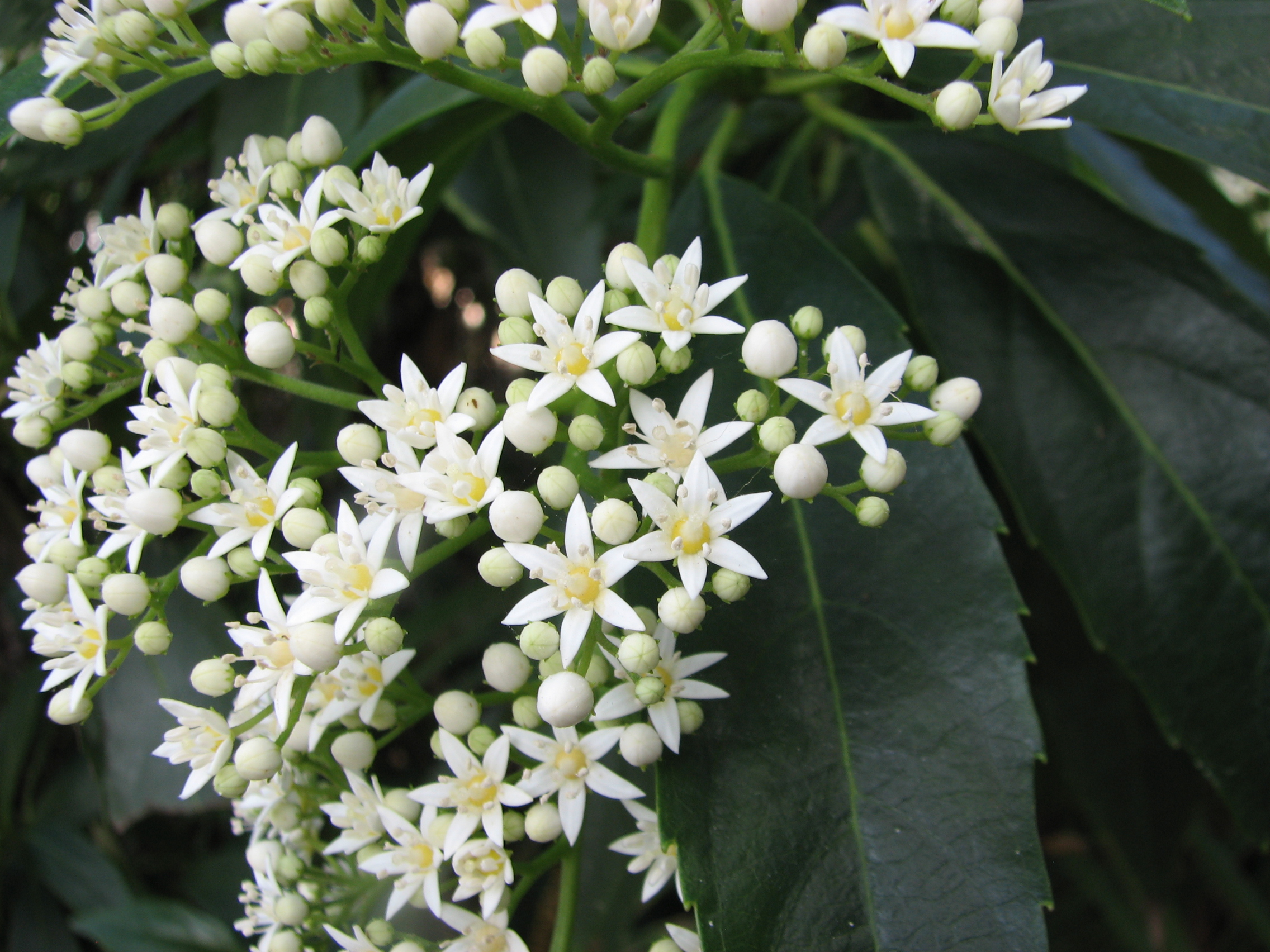
Cuttsia viburnea

Die Familie Rousseaceae wurde 1839 durch Augustin Pyrame de Candolle in Prodromus Systematis Naturalis Regni Vegetabilis, 7, 2, Seite 521 aufgestellt. Typusgattung ist Roussea Sm. Der Gattungsname Roussea ehrt den französischen Philosophen Jean-Jacques Rousseau (1712–1778).
Die Familie Rousseaceae bildet mit der Familie Campanulaceae zusammen die basale Gruppe der Ordnung Asterales. Roussea simplex stellte man früher zu den Saxifragaceae.
Die Familie Rousseaceae wird in zwei Unterfamilien gegliedert und enthält vier Gattungen mit etwa 13 Arten:
- Unterfamilie Rousseoideae: Es gibt nur eine monotypische Gattung:
  - Roussea Sm.: Es gibt nur eine Art:
    - Roussea simplex Sm.: Dieser Endemit kommt nur auf Mauritius vor. Es ist eine immergrüne, verholzende Kletterpflanze (Liane) oder kleiner Baum. Die Laubblätter sind gegenständig. Die relativ großen Blüten sind vierzählig. Die vier Kronblätter sind verwachsen. Es werden Beeren gebildet.
- Unterfamilie Carpodetoideae J.Lundberg (Syn.: Carpodetaceae Fenzl, Abrophyllaceae Nakai): Es gibt Areale in Neuseeland, im östlichen Australien und in Papua-Neuguinea. Es sind Bäume. Die kleine Blüten sind vier- bis sechszählig. Der Fruchtknoten wird aus drei bis sechs Fruchtblättern gebildet. Es werden meist Kapselfrüchte gebildet. Sie enthält drei Gattungen mit etwa zwölf Arten:
  - Abrophyllum Hook. f. ex Benth. (Syn.: Brachynema F.Muell.): Es gibt nur eine Art:[4]
    - Abrophyllum ornans (F.Muell.) Hook. f. ex Benth.: Die zwei Varietäten kommen im östlichen Australien in den Bundesstaaten New South Wales sowie Queensland vor.[4] Die einfachen Laubblätter haben einen gezähnten Blattrand. Die Blüten sind fünfzählig. Sie bilden kugelige Beeren mit vielen Samen.

  - Carpodetus J.R.Forst. et G.Forst.: Die etwa elf Arten kommen in Neuguinea, Neuseeland und auf den Salomonen vor.
  - Cuttsia F.Muell.: Sie bilden Kapselfrüchte. Es gibt nur eine Art:
    - Cuttsia viburnea F.Muell.: Sie kommt im östlichen Australien in New South Wales und Queensland vor.[5]